# 名鉄デキ850形電気機関車
名鉄デキ850形電気機関車（めいてつデキ850がたでんききかんしゃ）は、かつて名古屋鉄道が製造・所有していた直流用電気機関車。のちに豊橋鉄道に譲渡された。架線電圧600V線区専用で1両（851）が存在した。

## 概要
太平洋戦争による貨物輸送の増加により、名古屋鉄道は電気機関車不足であった。そこで、電車や電動貨車の余剰部品を利用した電気機関車の製造が計画された。デキ850形は、1944年（昭和19年）、名古屋鉄道新川工場にて製造された自社製造の600V線区専用凸字形電気機関車である。
車体は木造。日本車輌製C-12台車と英国ブリティッシュ・ウェスティングハウス・エレクトリック (BWH) 製EC221電動機はデキ50形からの転用品だが、主電動機は後に換装され、1952年（昭和27年）時点ではウェスティングハウス・エレクトリック (WH) 製516-Jを搭載していた。
西部線600V線区で使用された後、渥美線に転籍。1954年（昭和29年）に渥美線は豊橋鉄道に譲渡され、渥美線で運用されていた851はそのまま豊橋鉄道に転籍し、原形式・原番号のまま運用された。
その後、車体が木造であったことに加えて、戦時中に劣悪な部材および設計によって製造されたことに起因する老朽化の進行により、1966年（昭和41年）3月12日付で廃車となった。廃車後、車体は解体処分されたが、台車のみはデキ200形電気機関車へ転用された。